# Pietro Barucca
Pietro Barucca est un horloger italien qui fut conseiller étranger au Japon durant l'ère Meiji.
Son contrat auprès du ministère japonais des Travaux publics débute le 26 juin 1872 et est prolongé chaque mois jusqu'au 28 février 1877. Pietro Barucca est l'exemple même de « spécialiste indépendant » employé au Japon et pour cette raison son salaire n'est que de 75 yen par mois au lieu de 120 yen pour les autres conseillers étrangers. En plus de son contrat avec le gouvernement, il tient aussi une boutique d'horlogerie à l'emplacement 80 de Yokohama.
Il existe une citation juridique de 1875 pour une audience avec le consul italien Pietro Castelli dans une affaire de vol de bois dans sa boutique. Son contrat expire le 28 février 1877 et il rentre en Italie.

## Meiji-Portraits
- Meiji-Portraits